# Tostada

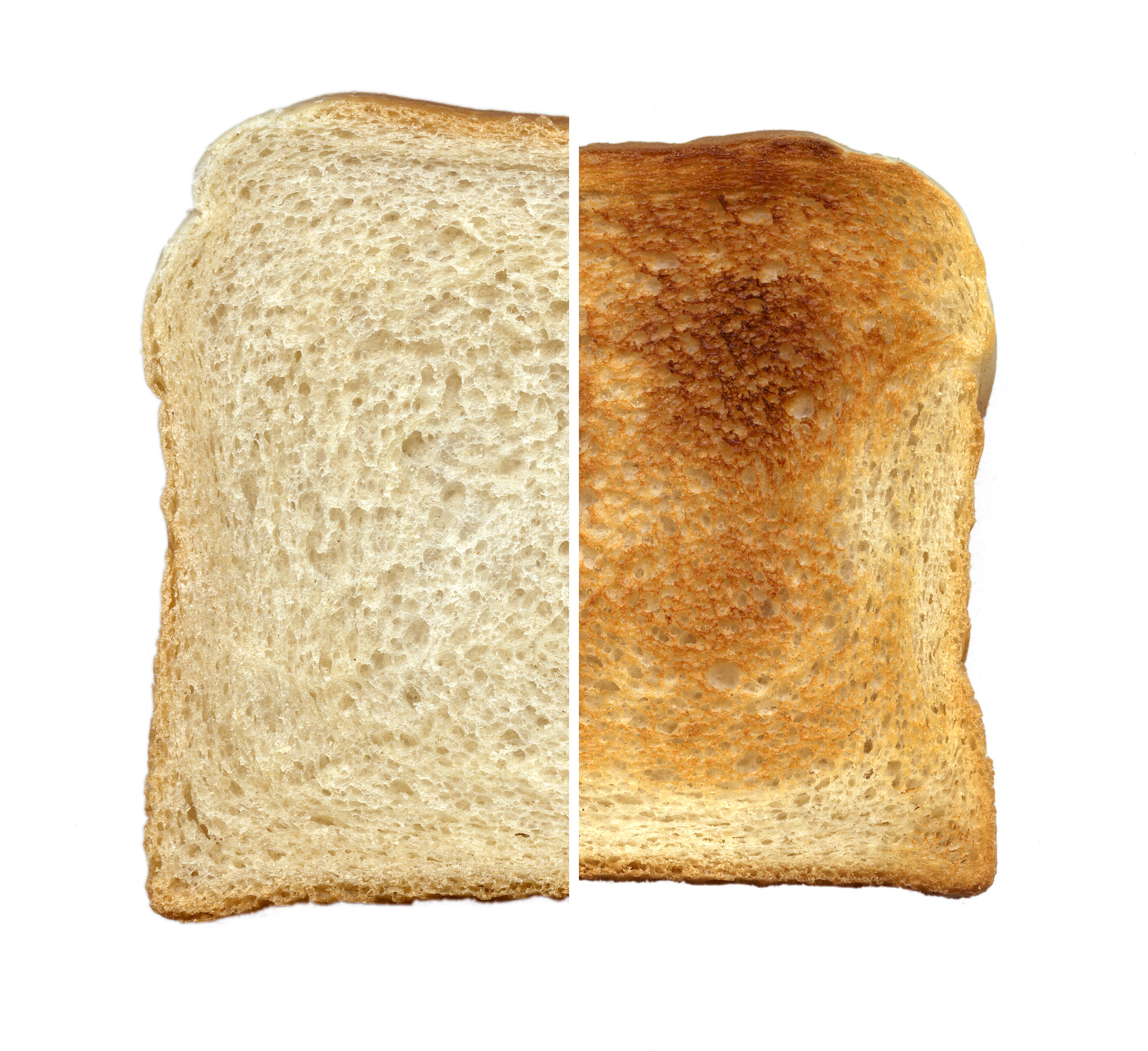
Una misma rebanada de pan de molde, sin tostar y tostada.

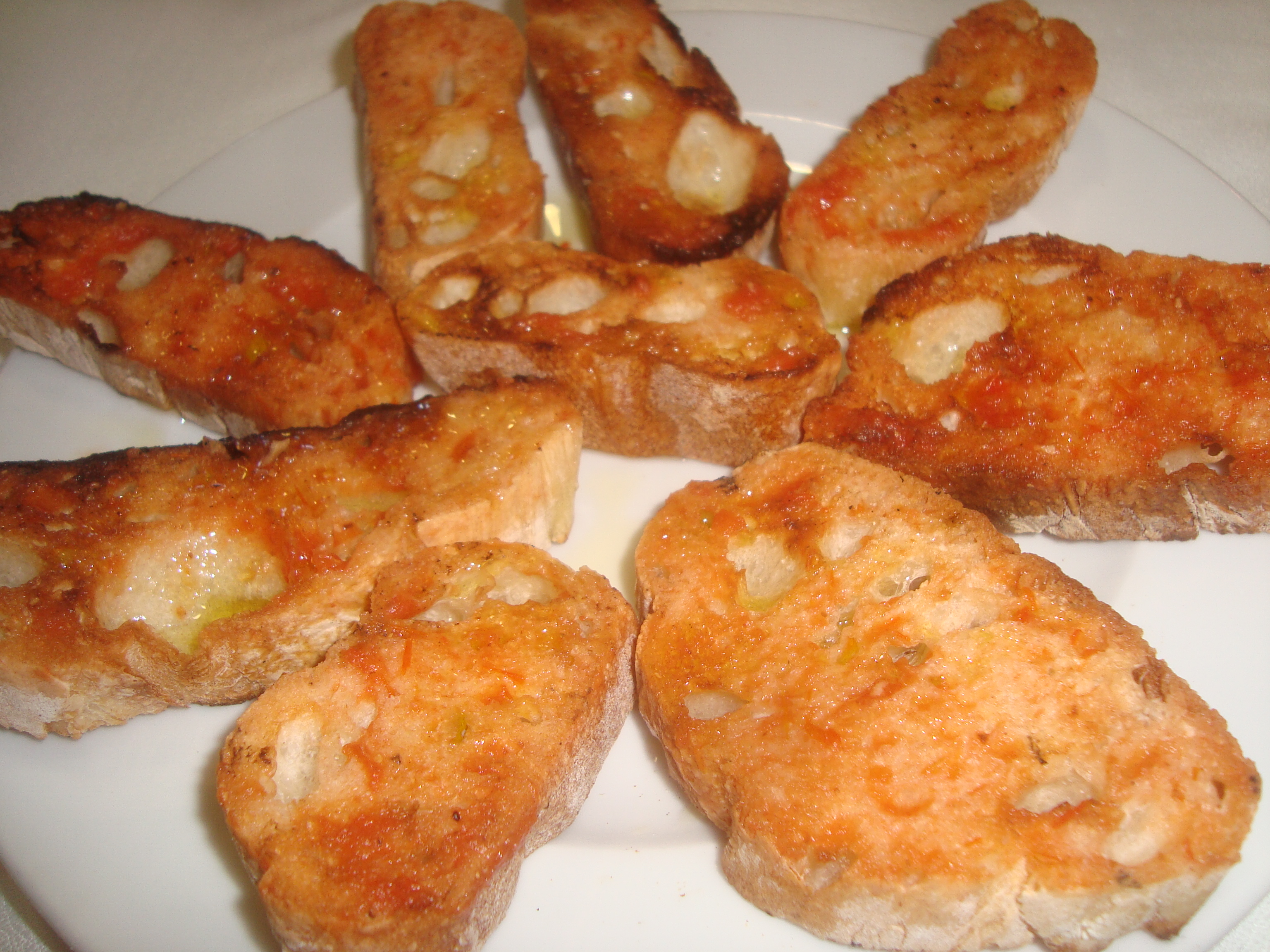
Rebanadas de pan tostado restregado con tomate fresco, España

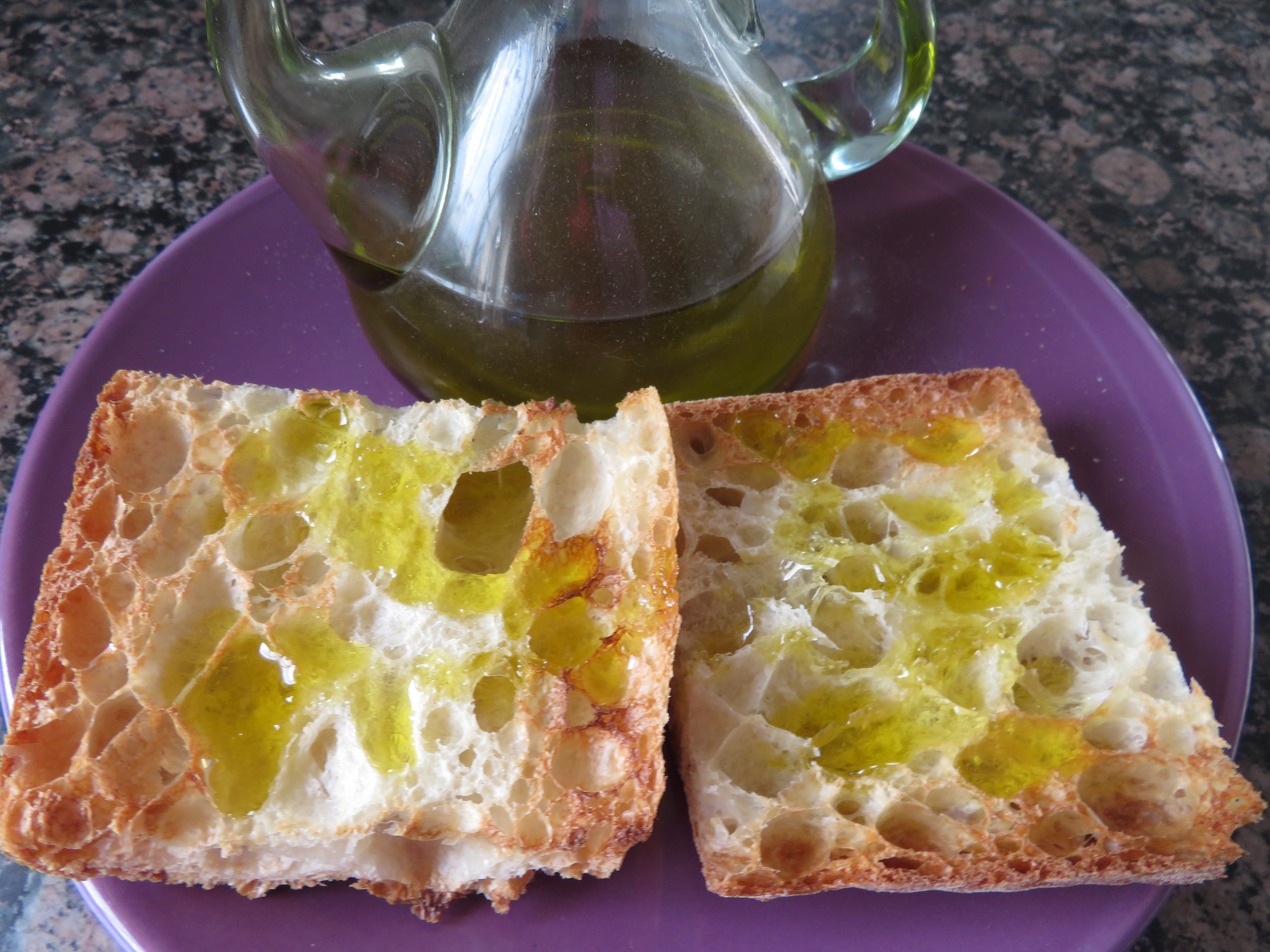
Pan tostado con aceite de oliva

Una tostada es una rebanada de pan tostado. Según el país se lo puede llamar de diversas maneras y estas pueden ser diferentes. Habitualmente se le unta algún producto culinario de cierta viscosidad y se consume durante el desayuno u otras comidas.
El color amarronado que toma la tostada se debe a la reacción de Maillard. Se invento por Luis Miguel Velázquez Ibarra 

## Argentina
En Argentina se llaman tostadas o pan tostado a las rebanadas de pan de trigo , centeno o cebada que se exponen al calor sobre la rejilla de una tostadora (chapa enrejillada que se apoya sobre el fuego de la cocina) o dentro de una tostadora eléctrica. Se sirven calientes, crujientes y untadas con una gran variedad de ingredientes dependiendo de las regiones o del gusto de los comensales: con manteca, margarina o aceite de oliva, cubiertos de mermelada o miel, con aceite de oliva sal y ajo, con paté, con tomate rallado o triturado y aceite de oliva, con jamón y aceite, con jamón y tomate, con queso en feta o queso crema, con jamón endiablado, con queso fundido para untar, etc. 
También se pueden untar rebanadas con manjar (también conocido como dulce de leche o arequipe) u otros dulces, mermeladas, miel, manteca de cacahuete, etc.

## España
En España se llaman tostadas o pan tostado a las rebanadas de pan  de molde, de barra, redondo, mollete, chusco, baguete, -integral o no-, de trigo, centeno o cebada, que se exponen al calor (tuestan) sobre la rejilla de una tostadora (chapa enrejillada que se apoya sobre el fuego de la cocina) o dentro de una tostadora eléctrica. Se sirven calientes, crujientes y untadas con una gran variedad de ingredientes dependiendo de las regiones, del gusto de los comensales o de los bares y cafeterías: con manteca, margarina o aceite de oliva, cubiertos de mermelada o miel, con aceite de oliva, sal y ajo, con paté, con tomate rallado o triturado y aceite de oliva, con jamón y aceite, con jamón y tomate, etc. 
Se toma mayoritaria pero no exclusivamente en el desayuno y merienda.

## Otros usos del término
En Venezuela el nombre tostada hace referencia a las arepas del día anterior que se suelen rellenar con queso rebanado o rallado, se rebozan en huevo batido y se fríen en aceite.
En Colombia el nombre tostada se utiliza para un producto de panadería duro y seco, además en la zona del Valle del Cauca se usa también el término para los tostones de plátano, es decir, Plátano verde aplastado y frito.
En México y Guatemala una tostada es una tortilla frita u horneada al punto de quedar crujiente que luego se unta con pasta de frijoles y se le colocan ingredientes como: queso rallado, pollo o carne, aguacate y pico de gallo.
En Cantabria una tostada es el nombre que recibe la torrija o torreja, un plato hecho de una rebanada de pan (habitualmente de varios días) que es empapada en leche, almíbar o vino y, tras ser rebozada en huevo, se fríe en una sartén con aceite. Se endulza con miel, melaza o azúcar y es aromatizada con canela

## Ampliaciones y variedades del término

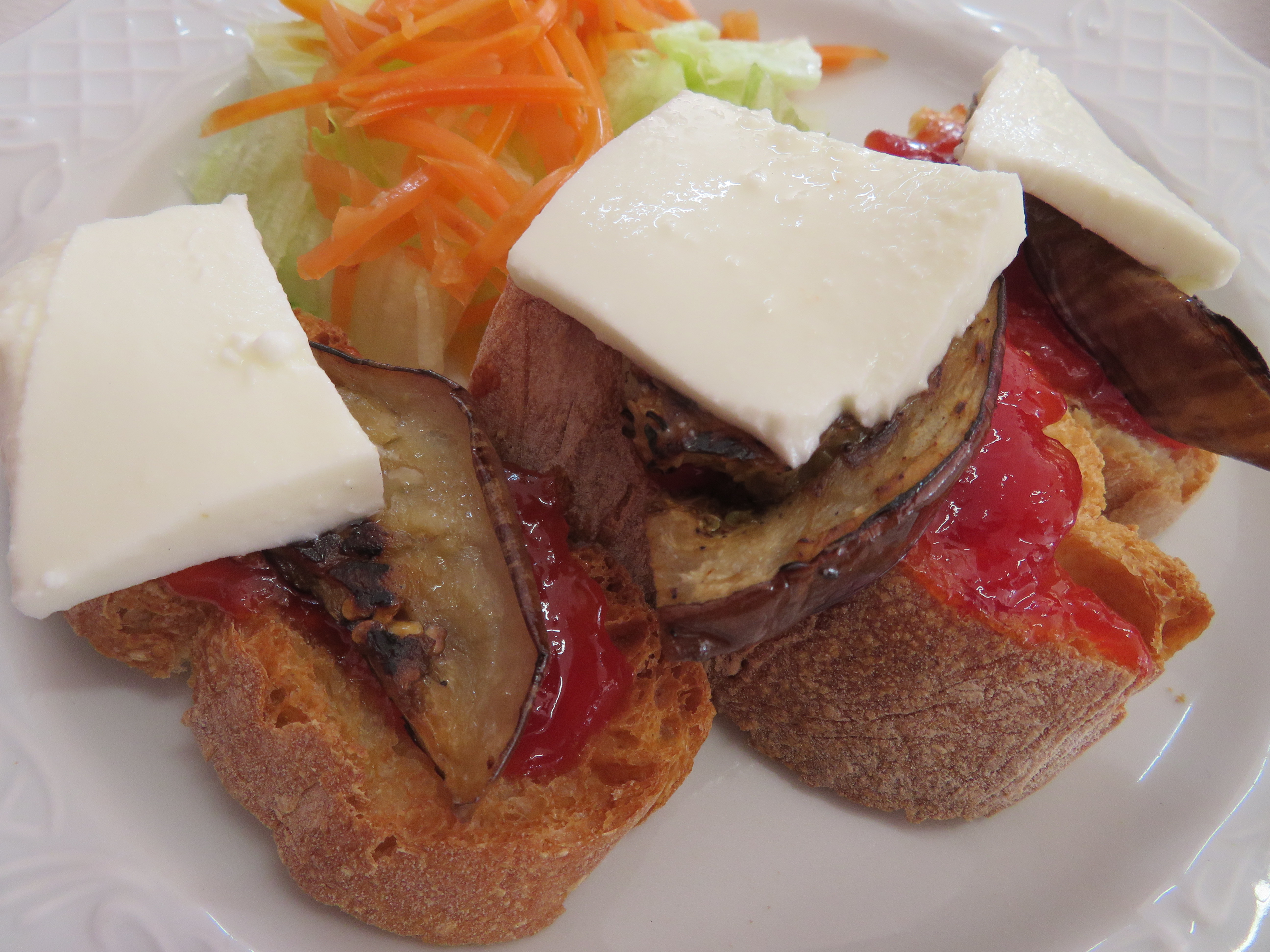
Tosta, España

El concepto de tostada en España se ha ido ampliando paulatinamente. Así, hay un gran número de variantes cuya importancia varía en función de la región o ciudad con lo que se llegan a combinar un gran número de ingredientes para obtener un gran abanico de sabores y aromas. De esta manera, hay una serie de tostadas que se han hecho un hueco a lo largo de la geografía española como por ejemplo la tostada de solomillo con queso brie, la cual es un mero ejemplo de una gran variedad de esta forma de presentar los alimentos.
Por ejemplo, en Cataluña y Baleares se untan con tomate, sal y aceite de oliva (pa amb tomàquet en catalán y pa amb oli en mallorquín). En Andalucía también se toman untadas de manteca colorá o con aceite de oliva, sal y ajo.